# داليا رابين بيلوسوف
داليا رابين بيلوسوف (بالعبرية: דליה רבין‏) (بالعبرية: דליה רבין-פילוסוף، من مواليد 19 مارس 1950) هي محامية و برلمانية سياسية إسرائيلية سابقة. ابنة رئيس الوزراء السابق ووزير الدفاع اسحاق رابين، شغلت منصب عضو في الكنيست عن حزب الوسط، و الفصيل السياسي طريقة جديدة وحزب العمل بين عامي 1999 و2003.

## الحياة السياسية
ولدت في عام 1950، حصلت رابين بيلوسوف على ليسانس الحقوق وعمل محاميا. [1]
في انتخابات 1999 كانت في المركز السادس على قائمة حزب الوسط، [2] ودخلت الكنيست كما فاز حزبها بستة مقاعد. وعينت رئيسة لجنة الأخلاقيات.
في 6 مارس 2001 أنشقت هي واثنين آخرين من أعضاء الكنيست عن حزب الوسط وأسسو فصيل آخر يسمى بـ طريقة جديدة. [3] وقد تم تعيينها نائب وزير الدفاع في حكومة ارييل شارون الجديدة.
يوم 26 مارس استقال العضوين من طريقة جديدة إلى حزب الوسط ، وتركها رابين بيلوسوف وحدها في الفصيل. [3] في 7 مايو 2001 انضمت إلي احد إسرائيل، الذي أصبح فيما بعد حزب العمال-ميماد. [3] استقالت من منصبها الوزاري بتاريخ 1 أغسطس 2002. وخسرت مقعدها في انتخابات عام 2003.
رابين بيلوسوف متزوجة و لديها طفلين. [1]

## وصلات خارجية
- داليا رابين بيلوسوف على الموقع الإلكتروني للكنيست